# Ochthebius virgula
Ochthebius virgula es una especie de escarabajo del género Ochthebius, familia Hydraenidae. Fue descrita científicamente por Ferro en 1986.
Se distribuye por el centro de Italia (Lacio). Mide 1,6 milímetros de longitud y su edeago 0,38 milímetros.